# ديفيد زيمان
ديفيد زيمان (بالإنجليزية: David Zeman)‏ هو لاعب كرة قدم أسترالي في مركز الدفاع، ولد في 14 يناير 1954 في تشيكوسلوفاكيا. شارك مع منتخب أستراليا لكرة القدم. أما مع النوادي، فقد لعب مع سيدني براغ ‏.